# 3 Dywizjon Artylerii Przeciwpancernej

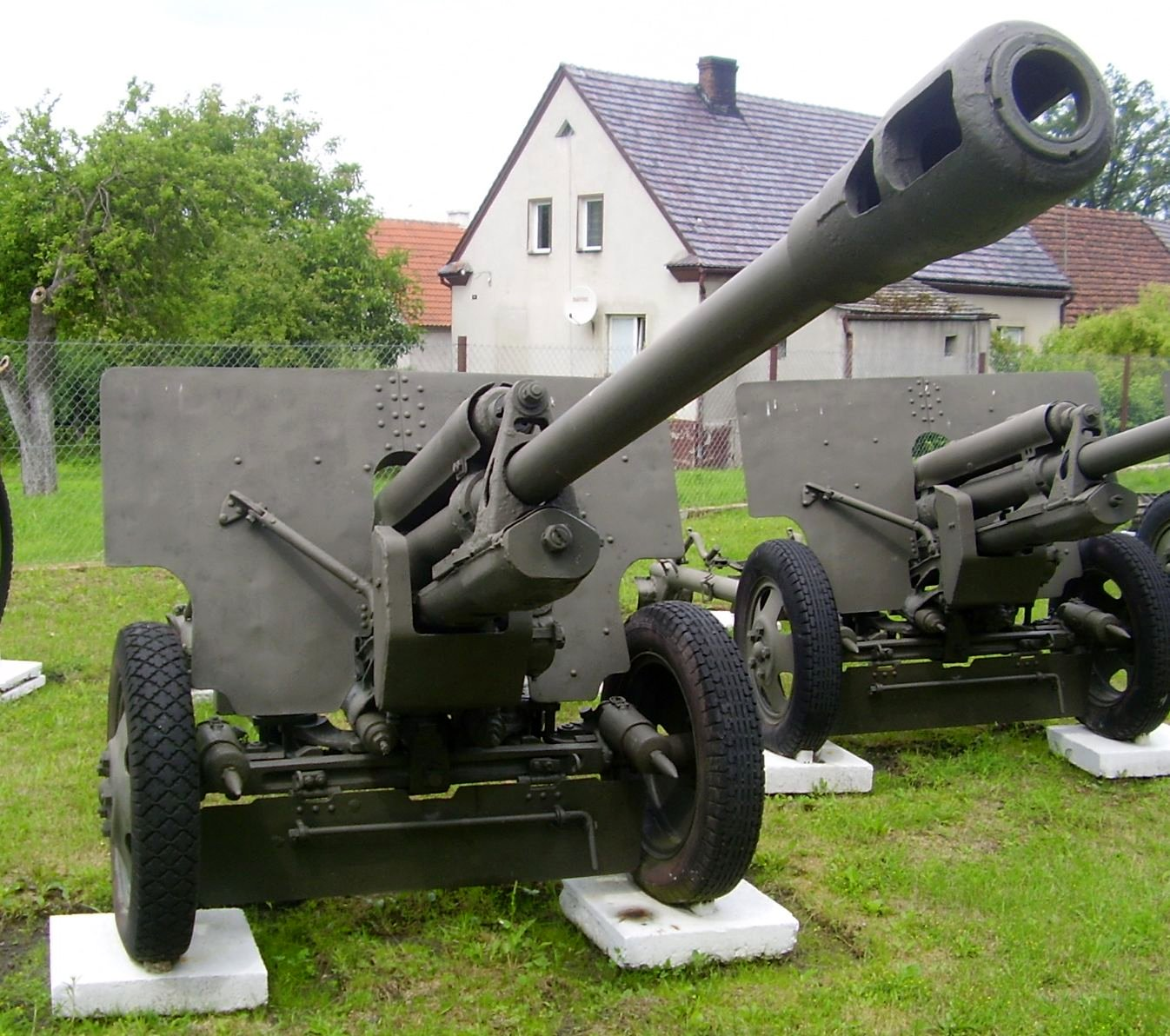
76 mm armata wz. 1942 (ZiS-3)

3 Dywizjon Artylerii Przeciwpancernej – samodzielny pododdział artylerii ludowego Wojska Polskiego.
Wchodził w skład 3 Dywizji Piechoty. Stacjonował w garnizonie Lublin.

## Struktura organizacyjna
Dowództwo i sztab
- pluton dowodzenia
- trzy baterie armat przeciwpancernych
  - dwa plutony ogniowe po 2 działony

Razem według etatu 2/79 w 1948: 164 żołnierzy i 12 armat 76 mm ZiS-3